# Календзано
Календза̀но (на италиански: Calenzano) е град и община в централна Италия, провинция Флоренция, регион Тоскана. Разположен е на 68 m надморска височина. Населението на града е 16 462 души (към 31 декември 2010 г.).